# Swiss Mini Gun C1ST
El Swiss Mini Gun C1ST, también conocido como Swiss Mini Gun, es un revólver producido en Suiza por la empresa SwissMiniGun y se le considera el revólver funcional más pequeño del mundo. Las medidas meramente son de 5,5 cm de largo, 3,5 cm de altura y 1 cm de ancho, con un peso del revólver de sólo 19,8 g. Usa el cartucho de percusión anular 2,34 mm, también producido por SwissMiniGun. Hay una funda llavero que viene con el arma cuando se compra y se puede enganchar a un cinturón. El revólver es muy similar al Colt Phyton en cuanto a su forma.
Muchos países, como Estados Unidos y el Reino Unido, prohíben la importación de los C1ST debido a la facilidad de ocultar el revólver, además de no ser un arma utilizable con fines deportivos.
El revólver Swiss Mini Gun es reconocido por Guinness World Records como el revólver funcional más pequeño del mundo. Esta miniatura es un revólver de doble acción y tiene todas las características que se encuentran en uno de tamaño real.